# Фотопсия
Фотопсиите са аномални зрителни усещания на светлини – мълнии, светли подвижни точки, снежинки, проблясъци и др., създавани от зрителния анализатор. Те са признак за съществуващ проблем в зрителната система – окото, зрителния нерв или в зрителния анализатор в мозъка.
Фотопсиите не са заболяване, а симптом на офталмологично или неврологично заболяване. Сред заболяванията, които могат да доведат до фотопсии, са начално отлепване на стъкловидното тяло, отлепване на ретината, оптичен неврит, възрастова дегенерация на макулата и др.